# Mietvilla Anton-Graff-Straße 19

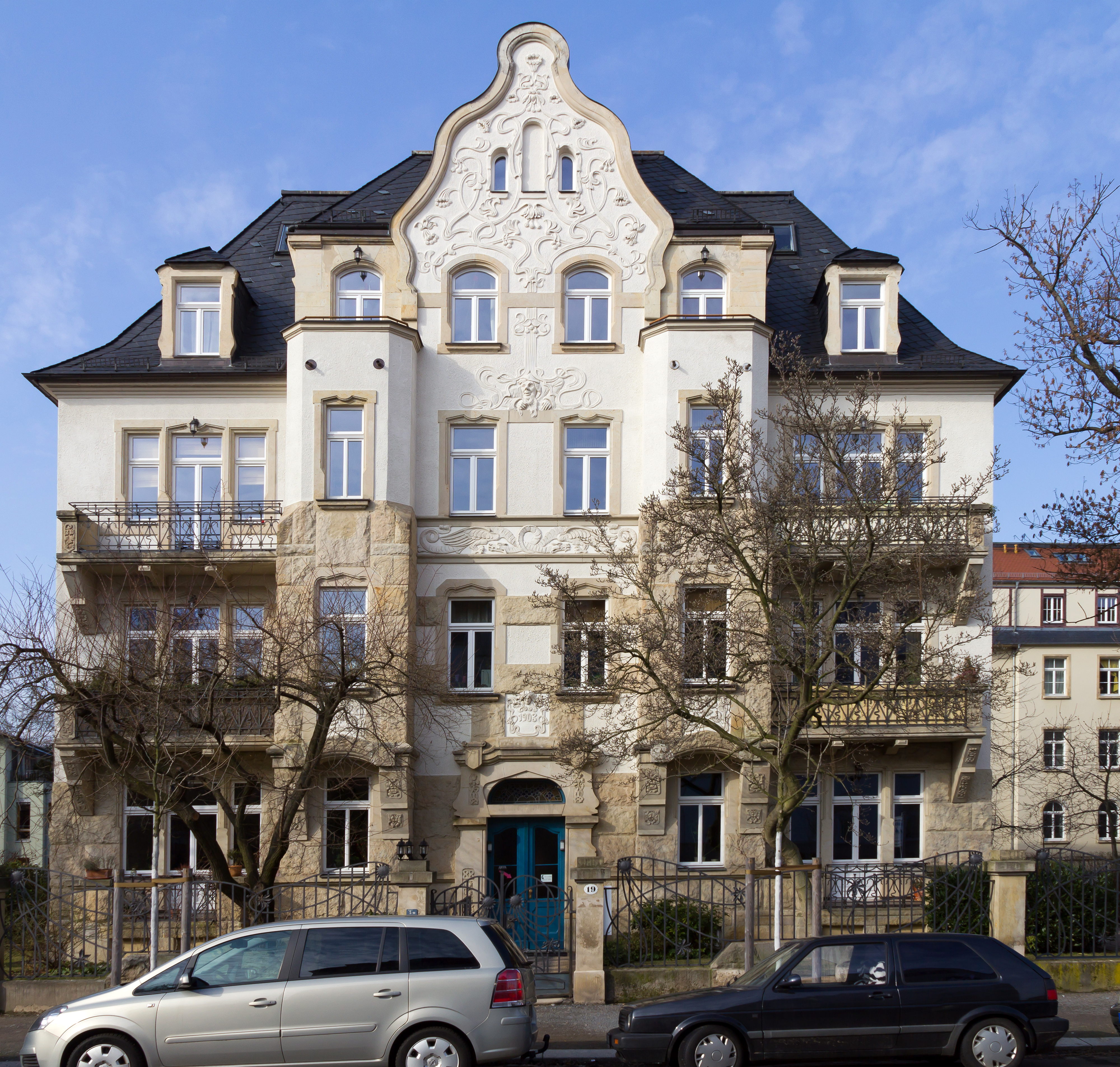
Villa Anton-Graff-Straße 19 Dresden

Die Mietvilla Anton-Graff-Straße 19 ist ein denkmalgeschütztes Jugendstil-Wohnhaus im Dresdner Stadtteil Striesen und wurde 1903 für Julius Heinrich Hölzel erbaut.

## Beschreibung

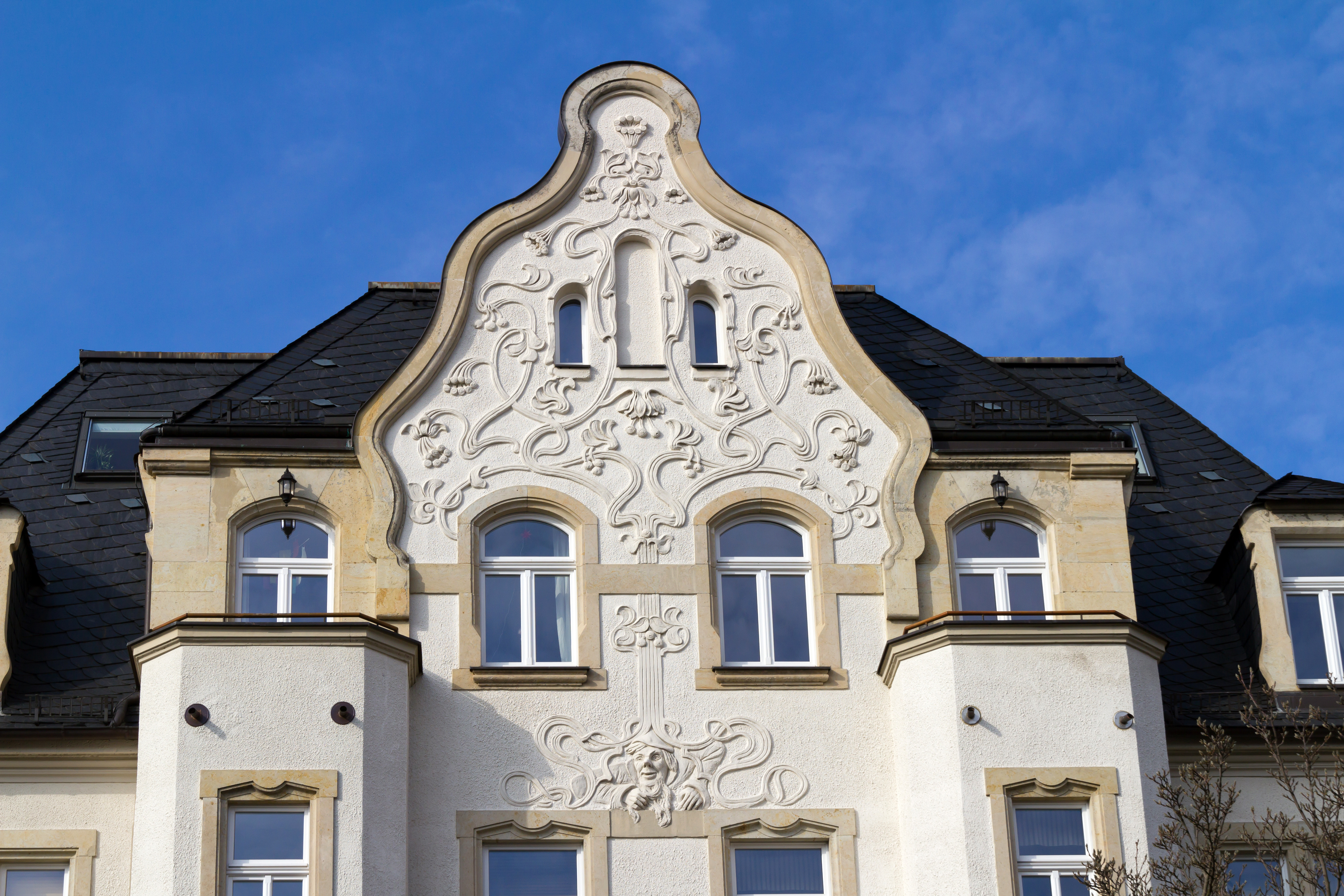
Giebel

Es handelt sich um ein verputztes Mehrfamilienhaus, das mit Sandstein gegliedert ist. Es wurde als dreigeschossiges, freistehendes Gebäude mit vier Achsen errichtet, wovon zwei Seitenrisalite jeweils eine Achse beanspruchen. Der in der Rücklage befindliche Mittelteil der symmetrischen Fassade ist viergeschossig und hat als oberen Abschluss einen Giebel, der mit „bandelwerkartiger“ Dekoration geschmückt ist.
Die Denkmaleigenschaft wird vom Landesamt für Denkmalpflege Sachsen beschrieben: „Repräsentativer Bau, symmetrische Straßenfront durch verzierte Balkone, Eingang und Jugendstilfassade hervorgehoben, auf Grund seines ursprünglichen Zustands von besonderem baugeschichtlichem Wert, dabei die Ornamentik künstlerisch von Belang.“